# Vườn quốc gia Bến En
Vườn quốc gia Bến En là một vườn quốc gia thuộc tỉnh Thanh Hóa, Việt Nam. Được thành lập theo quyết định số 33 ngày 27 tháng 1 năm 1992 của Chủ tịch Hội đồng Bộ trưởng Việt Nam.

## Số liệu địa lý

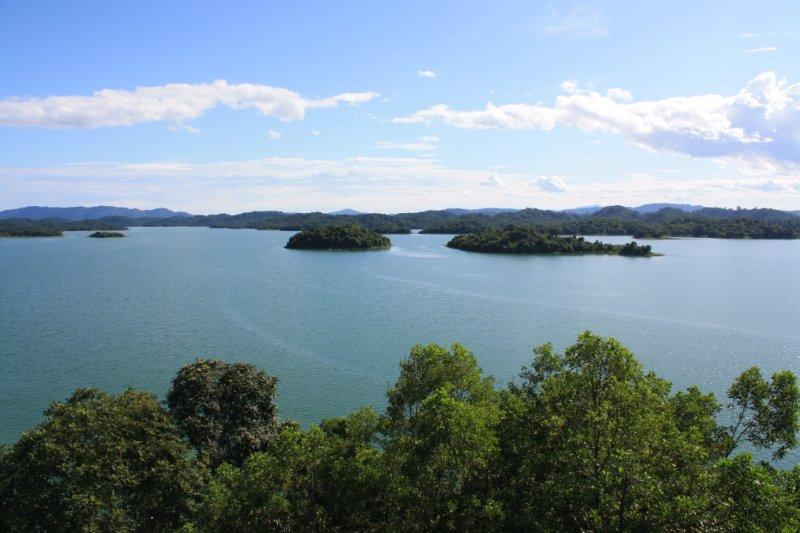
Hồ Sông Mực

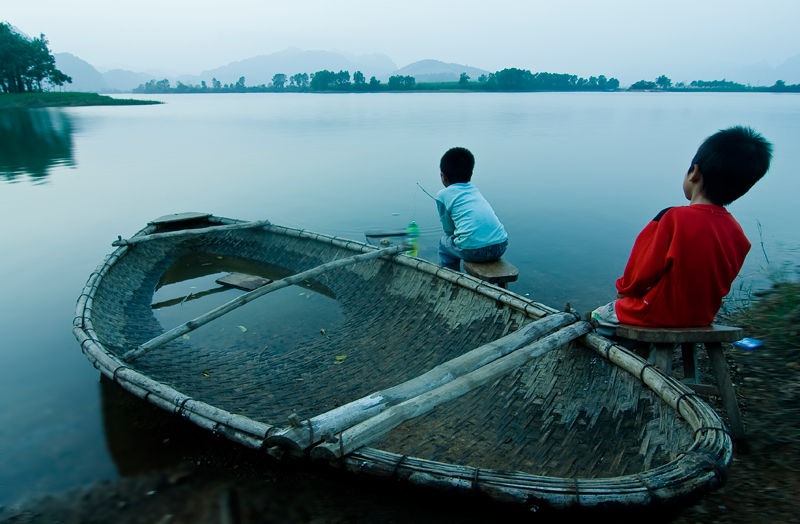
Hồ Sông Mực buổi chiều.

Thuộc huyện Như Thanh và huyện Như Xuân, tỉnh Thanh Hóa. Nằm cách thành phố Thanh Hóa khoảng 36 km về phía tây nam. Tọa độ từ 19°31′ tới 19°43′ vĩ bắc và 105°25′ tới 105°38′ kinh đông.
Tổng diện tích là 14.735 ha, trong đó rừng nguyên sinh là 8.544 ha. Vườn quốc gia Bến En có địa hình nhiều đồi núi, có nhiều sông, suối và hồ Sông Mực trên núi có diện tích 3000 ha có 21 đảo nổi giữa là một trong vườn quốc gia đẹp nhất Việt Nam.

## Đa dạng sinh học
Có nhiều loài sinh vật quý, với 1389 loài thực vật (lim xanh, lát hoa, chò chỉ, trai lý, bù hương...), có 1004 loài động vật,66 loài thú (với 29 loài có tên trong Sách đỏ Việt Nam như: sói đỏ, gấu ngựa, vượn đen, phượng hoàng đất, gà tiền mặt vàng...)